# O Outro Teatro
O Outro Teatro (1976) é um documentário português de média-metragem de António de Macedo. Sendo um estudo histórico sobre um aspecto específico do teatro português, é um dos filmes característicos do cinema militante que se praticou em Portugal na década de setenta.
Estreia na RTP, a 1 de Outubro de 1977

## Sinopse
O Teatro Experimental do Porto foi uma das experiências pioneiras do teatro independente em Portugal, iniciativa do encenador António Pedro. Experiências dessas contribuíram para atenuar o papel do teatro institucional e o monopolismo empresarial, compensar a falta de apoio do Estado e combater a censura. Incluem-se nessas experiências as do Teatro Moderno de Lisboa, por acção de Rogério Paulo e outros, o teatro universitário e o de outros grupos que entraram em confronto com «a política anti-cultural do fascismo», cultivada pelo Estado Novo. Seguiram esse caminho companhias como o Teatro Estúdio de Lisboa, os Bonecreiros, o Adoque, o Grupo 4,  a Comuna, os Cómicos, o Adoque, a Cornucópia, o Teatro Experimental de Cascais.
Depois da Revolução dos Cravos proliferam os grupos independentes. Faz-se um registo de representações, põe-se em relevo iniciativas paralelas, traça-se perspectivas. Põe-se em evidência a Semana de Luta na Feira Industrial de Lisboa, mostra-se excertos de O Muro, de O Círculo de Giz Caucasiano, de Os Tambores da Noite.